# Vyčegda
Vyčegda (rusky Вычегда) je řeka v Komijské republice a v Archangelské oblasti v Rusku. Je dlouhá 1130 km. Plocha povodí měří 121 000 km².

## Průběh toku
Pramení na jižním okraji Timanského krjaže. Na horním toku je říční údolí úzké zaříznuté 20 až 40 m do okolní krajiny a vyskytují se v něm říční prahy. Níže dolina na některých místech vytváří bažinatá rozšíření s téměř stojatou vodou. Říční koryto je doprovázeno širokým zamokřeným úvalem s množstvím starých ramen a jezer. Vyskytují se v něm četné písčité peřeje a místa s podemletými břehy. Ústí zprava do Severní Dviny jako její největší přítok.

### Přítoky
- zprava – Vol, Višera, Vym, Jarenga
- zleva – Něm, Severní Keltma, Lokčim, Sysola, Vileď

## Vodní režim
Zdrojem vody jsou převážně sněhové srážky. Průměrný roční průtok vody u Syktyvkaru činí 599 m³/s a poblíž ústí 1100 m³/s. Zamrzá na začátku listopadu a rozmrzá na konci dubna. Nejvyšších vodních stavů dosahuje od dubna do června.

## Využití
Je splavná pro vodáky. Na jaře je možná vodní doprava v délce 969 km do Voldina a v létě a na podzim jen v délce 693 km do Usť-Kulomu. Hlavní přístavy na řece jsou Solvyčegodsk, Jarensk, Mežog, Ajkino, Syktyvkar, Usť-Kulom.